# Steffen Jacobsen
Pour les articles homonymes, voir Jacobsen.
Steffen Jacobsen, né en 1956, est d'origine danoise. Il est médecin et écrivain.